# Her Majesty
A Her Majesty a tizenhetedik dal a Beatles nevű brit rockegyüttes Abbey Road című albumáról.
A The End után körülbelül 20 másodpercnyi szünetet követően hallható. Ez nem minden albumon van meg, de amelyiken rajta is van, annak a lemezborítóján sem szerepel a címe. Eredetileg a hosszú egyveleg része lett volna a Mean Mr. Mustard és a Polythene Pam között, később Paul McCartney kivágatta a hangmérnökkel, aki a szalag végére ragasztotta.

## Közreműködött
- Paul McCartney - ének, akusztikus gitár

## Fordítás
- Ez a szócikk részben vagy egészben  a   Her Majesty (song) című angol Wikipédia-szócikk ezen változatának fordításán alapul.  Az eredeti cikk szerkesztőit annak laptörténete sorolja fel. Ez a jelzés csupán a megfogalmazás eredetét és a szerzői jogokat jelzi, nem szolgál a cikkben szereplő információk forrásmegjelöléseként.